# Mali Ban
Mali Ban este o localitate din comuna Šentjernej, Slovenia, cu o populație de 25 de locuitori.